# George Bruns
George Bruns (Sandy, 3 luglio 1914 – Portland, 23 maggio 1983) è stato un compositore statunitense di colonne sonore cinematografiche e televisive, già membro di varie orchestre di jazz e swing dopo la Seconda guerra mondiale.

## Biografia
Ha composto le colonne sonore e le canzoni di molti film prodotti da Walt Disney, fra il 1950 e il 1975.

## Filmografia (parziale)
- Paul Bunyan, regia di Les Clark (1958) - cortometraggio
- La bella addormentata nel bosco (Sleeping Beauty, 1959)
- Un professore fra le nuvole (The Absent Minded Professor, 1961)
- Babes in Toyland (1961)
- La carica dei 101 (One Hundred and One Dalmatians, 1961)
- La spada nella roccia (The Sword in the Stone, 1963)
- Professore a tuttogas (Son of Flubber, 1963)
- Il libro della giungla (The Jungle Book, 1967)
- Un Maggiolino tutto matto (The Love Bug, 1968)
- Gli Aristogatti (The Aristocats, 1970)
- Robin Hood (1973)
- Herbie il Maggiolino sempre più matto (Herbie Rides Again, 1974)

## Riconoscimenti

### Nominationai Premi Oscar
- Miglior colonna sonora:
  - 1960: La bella addormentata nel bosco (1959)
  - 1962: Babes in Toyland (1961)
  - 1964: La spada nella roccia (1963)
- Miglior canzone originale:
  - 1974: Robin Hood con Floyd Huddleston per la canzone Love.